# M41 Walker Bulldog
M41 Walker Bulldog là loại xe tăng hạng nhẹ do Hoa Kỳ chế tạo, ban đầu có biệt danh Bulldog, về sau được đặt theo tên của vị tướng Hoa Kỳ đã tử trận tại Triều Tiên Walton Walker.

## Thiết kế
M41 là thành quả của quá trình phát triển xe tăng thử nghiệm T37. Nó đã trải qua nhiều cuộc chạy thử trong năm 1949. Năm 1950, hợp đồng sản xuất hàng loạt được ký kết. Cadillac Motor Car Division, một bộ phận của General Motors, là đơn vị chế tạo chiếc tăng này.
Vũ khí của M41 bao gồm pháo chính M32A1 cỡ 76mm L/60 (cơ số đạn 65 viên), cùng với 1 súng máy đồng trục 7,62 mm M1919A4 (cơ số đạn 5.000 viên) và 1 súng máy hạng nặng 12,7 mm M2 Browning (cơ số đạn 2.175 viên) bố trí trên nóc tháp pháo. Pháo 76mm M32A1 khi dùng đạn M339 AP có thể bắn xuyên 159mm thép RHA ở cự ly 500 mét, 143mm RHA ở 1000 mét và 116mm RHA ở 2000 mét, đủ sức tiêu diệt các loại xe tăng hạng nhẹ thời bấy giờ. Nếu sử dụng đạn xuyên giáp cao cấp M319 APCR lõi tungsten thì có thể bắn xuyên 212mm thép RHA ở cự ly 500 mét, 193mm RHA ở 1000 mét và 137mm RHA ở 2000 mét, đủ để xuyên thủng giáp trước của xe tăng hạng trung M48 ở cự ly 1.000 mét, hoặc giáp trước của xe tăng T-54 ở cự ly khoảng 500 mét với góc bắn thích hợp (tuy nhiên loại đạn này khá đắt nên không được trang bị nhiều). Ngoài ra, M32A1 có thể dùng loại đạn nổ lõm M496 HEAT, sức xuyên khoảng 250mm RHA ở mọi cự ly.
Xe có động cơ xăng 6 xi lanh Continental AOS 895-3 công suất 600 mã lực (373 kW) cho tốc độ tối đa lên tới 72 km/h trên đường bằng phẳng, tầm hoạt động 161 km.
Do là xe tăng hạng nhẹ nên M41 có vỏ giáp khá mỏng. Phía trước và 2 bên tháp pháo bọc giáp dày 25,4mm thép, phần khiên chắn quanh nòng pháo (mantlet) dày 38mm, phía trước thân xe dày 31,7mm nghiêng 45 độ, những vị trí còn lại giáp chỉ dày khoảng 10–19 mm. Với lớp giáp như vậy, mặt trước M41 có thể chịu được đạn súng máy 14,5mm, hai bên hông xe có thể chịu được đạn súng máy 7,62mm, nhưng nó không thể chịu được đạn xuyên giáp cỡ 20mm trở lên, đạn pháo nổ mảnh cỡ lớn hoặc súng chống tăng chuyên dụng.
So với xe tăng hạng nhẹ cùng thời của Liên Xô là PT-76, M-41 có hỏa lực và vỏ giáp hơi nhỉnh hơn. Tuy nhiên, M41 nặng hơn gấp rưỡi PT-76 (21,3 tấn so với 14,6 tấn) nên không có khả năng lội bùn, vượt sông ngòi, đầm lầy tốt như PT-76, tầm hoạt động cũng ngắn hơn nhiều (160 km so với 400 km). Để giảm kích thước, không gian trong xe trở nên quá chật chội so với thể trạng cao to của người Âu - Mỹ. Tuy thế, M41 vẫn cao tới 2,7 mét (trong khi PT-76 chỉ cao 2,3 mét) nên M41 cũng dễ bị phát hiện hơn khi làm nhiệm vụ trinh sát, nó cũng không đủ gọn nhẹ để có thể thả dù từ máy bay vận tải (trong khi đây lại là mục tiêu thiết kế của M-41).
Ngay từ những lô sản xuất đầu tiên, quân đội Mỹ đã nhận ra M41 không đáp ứng yêu cầu thiết kế và yêu cầy hủy bỏ việc đặt hàng, nhưng tướng J. Lawton Collins đã vận động hành lang thành công để việc đặt hàng hơn 4.000 chiếc M41 được tiếp tục. Vì thế trong quân đội Mỹ, M41 bị chê bai vì kích thước "lỡ cỡ" của nó: nó không đủ nặng để có vỏ giáp tốt, nhưng cũng không đủ nhẹ để cơ động thật tốt. Vai trò trinh sát của nó bị thay thế vào cuối thập niên 1960 bởi M-551 Sheridan, một loại xe tăng được làm nhẹ hơn nữa (chỉ nặng 15 tấn).

## Lịch sử chiến đấu
Trong Chiến tranh Việt Nam, M-41 là loại xe tăng được Hoa Kỳ sử dụng phổ biến, bởi trọng lượng nhẹ của nó thích hợp với địa hình Việt Nam hơn là xe tăng hạng nặng. Ngoài ra, Mỹ còn trang bị loại xe tăng này cho Quân lực Việt Nam Cộng Hòa sử dụng nhiều trong các chiến dịch Lam Sơn 719, Tân Cảnh... trước khi được cung cấp loại xe tăng chủ lực tiên tiến hơn là M48 Patton. Vào thời điểm 1/10/1974, có 353 chiếc M41 Walker Bulldog đang phục vụ trong Quân lực Việt Nam Cộng hoà, gồm 197 chiếc sẵn sàng chiến đấu và 156 chiếc đang trong xưởng sửa chữa. Trong toàn cuộc chiến, Mỹ đã viện trợ tổng cộng 599 chiếc M41 cho Quân lực Việt Nam Cộng Hoà: : 580 chiếc từ đầu cuộc chiến đến ngày 15 tháng 12 năm 1972 và 19 chiếc vào năm 1974. Đến khi chiến tranh kết thúc, tất cả chúng đã bị phá hủy hoặc bị tịch thu bởi Quân đội Nhân dân Việt Nam.
Việc sử dụng thường xuyên M41 của quân đội và chính trị gia Việt Nam Cộng hòa trong các cuộc đảo chính khiến đôi khi người Mỹ gọi nó là "xe tăng đảo chính" (coup tanks) hoặc "cỗ máy biểu quyết" (voting machines).

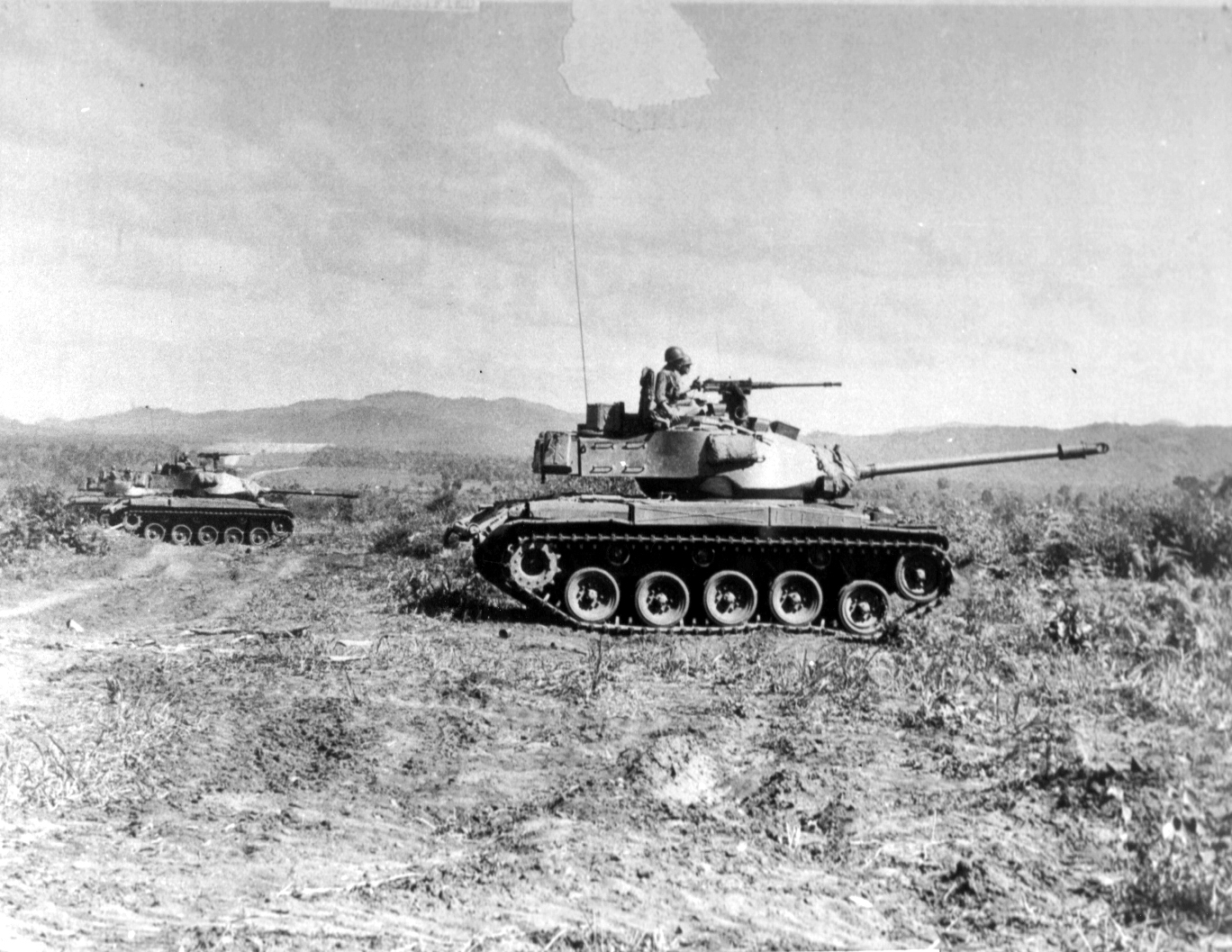
Quân đội Việt Nam cộng hòa sử dụng M41 Walker trong một cuộc huấn luyện.

So với M48 Patton thì M41 nhẹ hơn rất nhiều (23 tấn so với 50 tấn), chạy nhanh hơn và ít tốn nhiên liệu hơn, nên được coi là phù hợp hơn với điều kiện địa hình Việt Nam. Trong giai đoạn đầu chiến tranh, quân Giải phóng không có xe tăng nên M41 được Mỹ viện trợ rất nhiều cho quân lực VNCH. Nhưng kể từ năm 1971, khi xe tăng quân Giải phóng bắt đầu xuất hiện nhiều thì nhược điểm của M41 lộ rõ: hỏa lực của nó không đủ để đối phó với T-54, trong khi vỏ giáp thì quá mỏng, bất kỳ phát đạn pháo nào bắn trúng đích đều xuyên thủng giáp của nó. Từ năm 1972, Mỹ dừng việc cung cấp M41 cho VNCH để chuyển sang loại M48 Patton mạnh hơn.
Trong và sau chiến tranh, nhiều chiếc M41 được Quân đội Nhân dân Việt Nam tịch thu như chiến lợi phẩm và cho vào lực lượng tăng dự bị. Năm 1975, xe tăng M41 số hiệu 021 của Quân đội Nhân dân Việt Nam (chiến lợi phẩm thu được tại Cheo Reo, Phú Bổn) đã bắn cháy 7 xe thiết giáp M113 của địch trong trận Cầu Bông ngày 29/4/1975, góp phần mở đường cho quân đoàn 3 tiến vào giải phóng Sài Gòn. Cũng giống như M48, M41 được bổ sung vào các đơn vị thiết giáp tham gia Chiến tranh Biên giới Tây Nam 1979. Hiện nay, tuy không còn được biên chế trong các đơn vị chiến đấu, nhưng nhiều M41 vẫn được niêm cất bảo quản như phương tiện dự bị của Quân đội Nhân dân Việt Nam.
Ngoài Việt Nam, Hoa Kỳ còn xuất khẩu xe tăng này tới nhiều nước khác trên thế giới. Tuy nhiên, từ những năm 1980, xe tăng M-41 trở nên lỗi thời, bị rút khỏi biên chế Quân đội Hoa Kỳ và bị bán dần cho nhà buôn phế liệu sắt thép, hoặc thậm chí bị ném xuống Thái Bình Dương. Mặc dù vậy, vẫn còn nhiều quốc gia sử dụng M41 như một loại tăng hạng nhẹ chủ lực trong biên chế quân đội và một số gói nâng cấp được đưa ra để kéo dài thời hạn sử dụng của loại tăng này.

## Các phiên bản

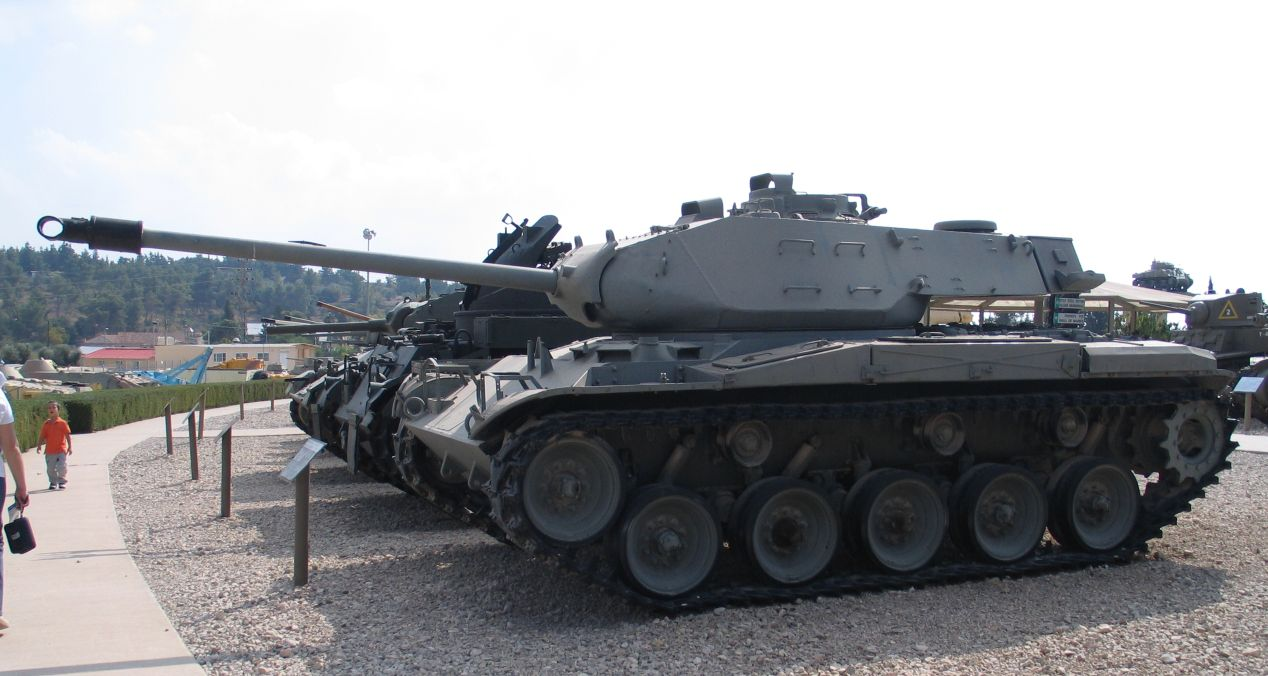
M41A3.

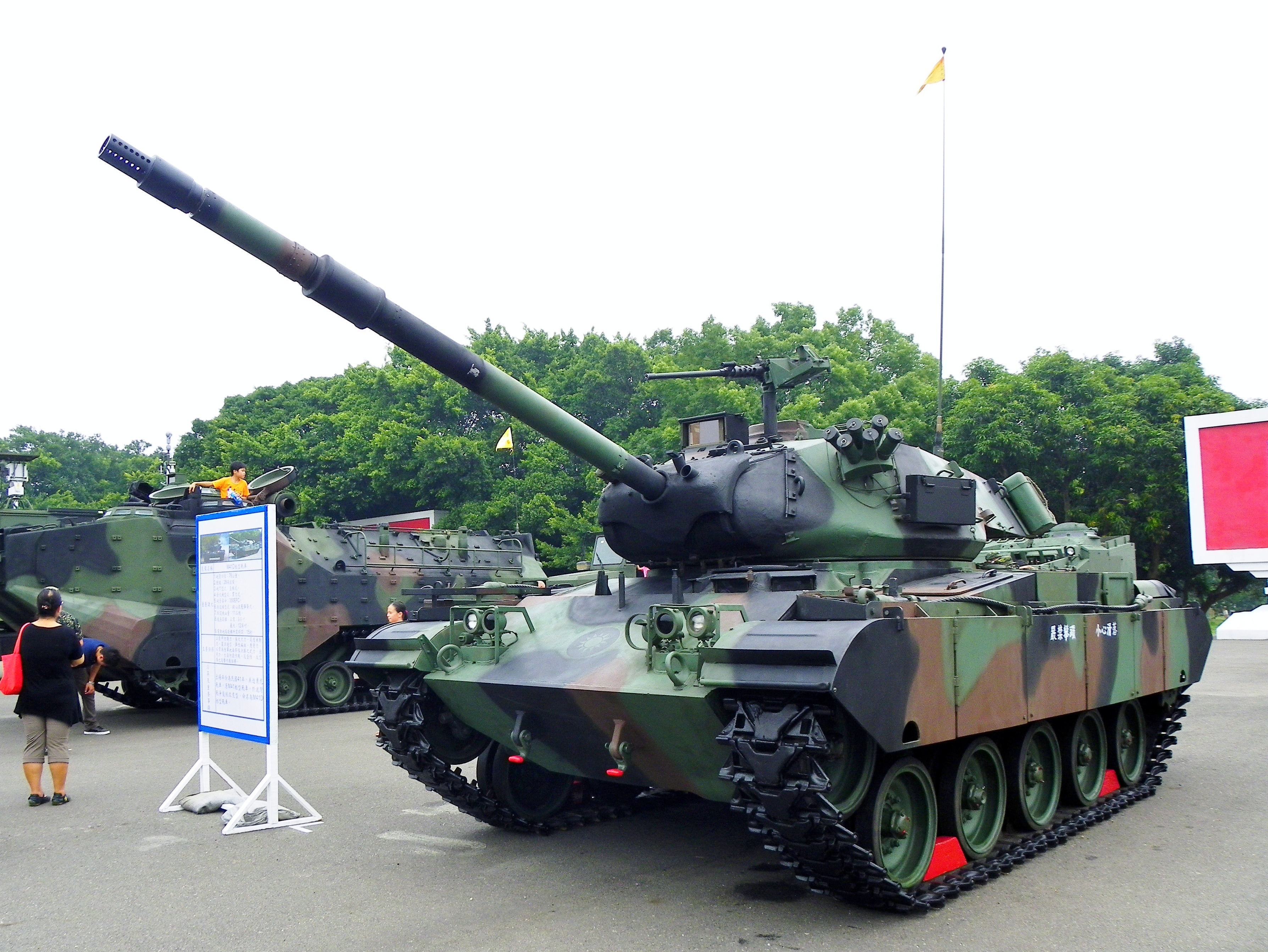
Đài Loan M-41D

Cho đến nay, M41 Walker Bulldog đã có những phiên bản sau:
- M41 (1951).
- M41A1 (1953).
- M41A2 (1956).
- M41A3.
- M41 DK-1 - do Đan Mạch nâng cấp thêm.
- M41D - do Đài Loan nâng cấp thêm.
- M42 Duster (1952) - Cao xạ tự hành dựa trên M41.

Ngoài ra còn có các phiên bản cải tiến do Brasil, Đức, Tây Ban Nha, Uruguay, Israel thực hiện.

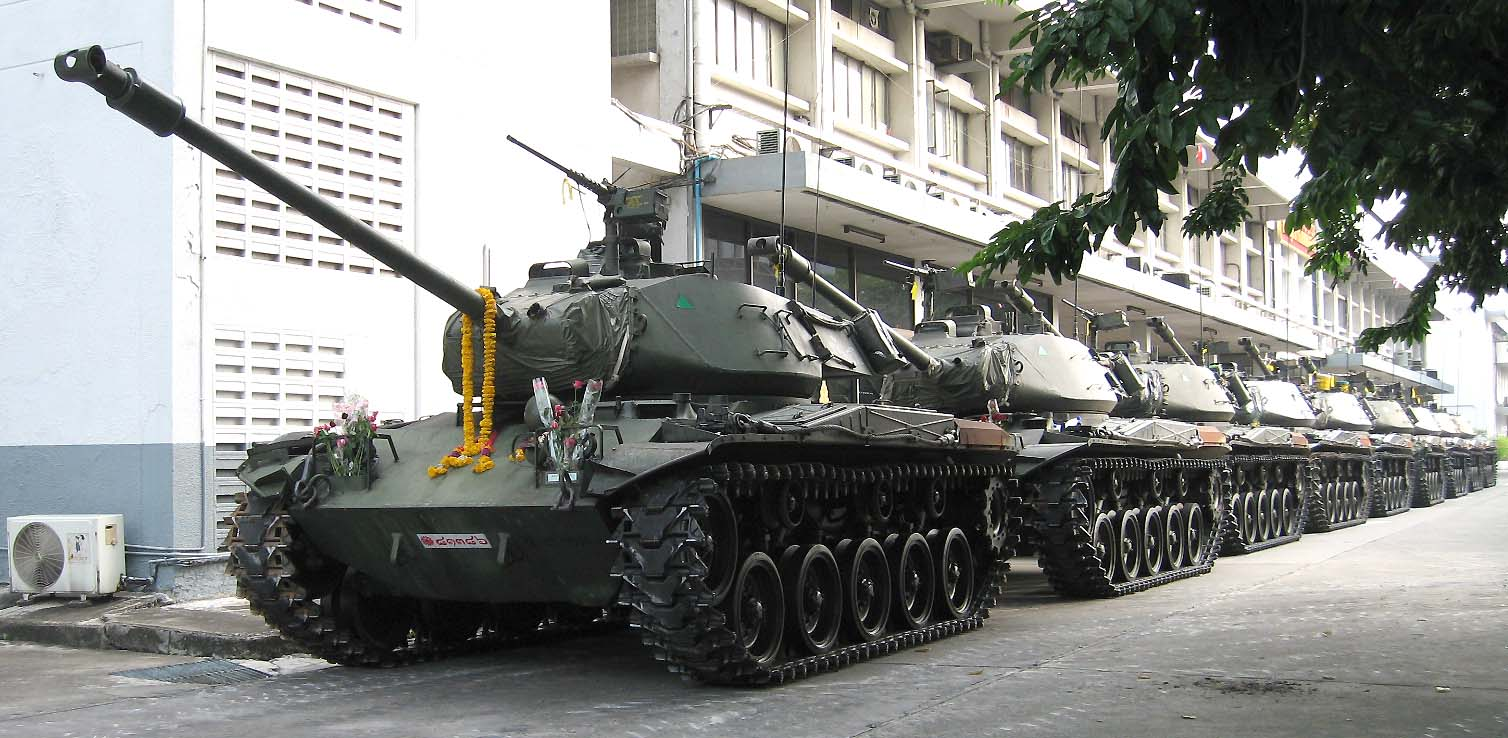
Xe tăng M41 walker của quân đội hoàng gia Thái Lan trong cuộc đảo chính năm 2006.

## Các quốc gia sản xuất và sử dụng
- Hoa Kỳ Nước sản xuất M41 Walker Bulldog
- Áo:42 chiếc
- Chile
- Đan Mạch
- Hàn Quốc
- Đài Loan:675 chiếc M41 và M41D
- Philippines
- New Zealand
- Somalia
- Tây Ban Nha
- Thái Lan
- Israel
- Cộng hòa Miền Nam Việt Nam
- Việt Nam: Sau năm 1975, xe tăng M41 đã được Quân đội Nhân dân Việt Nam thu giữ làm chiến lợi phẩm và triển khai trong Chiến tranh biên giới Tây Nam cùng với xe tăng chủ lực M48 và xe thiết giáp chở quân M113. Kết thúc chiến tranh, thỉnh thoảng vẫn bắt gặp một vài hình ảnh xe tăng M41 của Việt Nam tham gia diễn tập cùng với bộ binh. Tuy nhiên hiện nay do gặp nhiều khó khăn về phụ tùng cũng như đạn dược mà toàn bộ số M41 đã bị rút khỏi thành phần trực chiến và chuyển sang chế độ niêm cất bảo quản. Nhưng trong một phóng sự phát trên kênh truyền hình quốc phòng cách đây không lâu, bất ngờ xe tăng M41 lại "tái xuất" với nhiệm vụ không ngờ khi tham gia cuộc huấn luyện lực lượng dự bị động viên. Nhưng căn cứ vào hình ảnh trên thì có thể thấy chiếc M41 này được sử dụng như một công cụ trực quan phục vụ khoa mục huấn luyện về cố định xe tăng trên rơ moóc để vận chuyển cơ động bằng đường sắt khi có yêu cầu, đây có lẽ cũng là vai trò hợp lý nhất với nó vào thời điểm hiện tại. Dễ nhận thấy chiếc M41 trên trông còn khá mới, không có dấu hiệu bị rỉ sét, cho nên lúc thực sự nhận lệnh "gọi tái ngũ" thì khả năng cao là nó sẽ hoạt động được ngay lập tức mà không yêu cầu sửa chữa nhiều.
- Cùng nhiều quốc gia khác...

## Quốc gia từng sử dụng
- Việt Nam Cộng hòa
- Tây Đức
- Brazil